# Uomo e galantuomo
Uomo e galantuomo, conosciuta fino al 1933 con il titolo Ho fatto il guaio? Riparerò! è una commedia in tre atti scritta da Eduardo De Filippo nel 1922 e inserita dall'autore nel gruppo di opere da lui chiamato Cantata dei giorni pari.

## Storia
La commedia fu scritta da Eduardo per il fratellastro Vincenzo Scarpetta e messa in scena nel 1924 con il titolo Ho fatto il guaio? Riparerò! riferendosi all'equivoco che si viene a creare nel primo atto e che dà origine allo sviluppo della commedia.
Il 23 febbraio 1933 al Teatro Sannazaro di Napoli, la farsa fu rappresentata dalla compagnia di Eduardo "Teatro Umoristico I De Filippo" con il titolo di Uomo e galantuomo, in riferimento al comportamento di De Stefano che acconsente a fingersi pazzo per porre rimedio alla situazione, che mantenne poi in maniera definitiva.

## Trama
(La canzoncina dei finti pazzi)

### Atto I
Cortile dell'albergo
Gli attori della scalcagnata compagnia teatrale L'Eclettica sono ospiti a spese del ricco e giovane Alberto De Stefano in un albergo nella località balneare di Bagnoli. Il capocomico della compagnia, Gennaro De Sia, ha messo incinta la primadonna Viola: le schermaglie tra i due, gli altri attori e i proprietari dell'albergo sfociano in litigi e situazioni esilaranti. Nel frattempo Alberto riceve la visita della sua ricca amante Bice, che gli rivela di essere a sua volta incinta di lui, ma non vuole rivelargli dove abiti né dove trascorrerà il periodo della gravidanza; poco dopo si presenta Salvatore, fratello di Viola, cercando il responsabile della gravidanza di sua sorella: scambiandolo per il fratello di Bice, Alberto gli promette un matrimonio riparatore con quest'ultima, dando inizio a un enorme equivoco.
Intanto, poiché la sera precedente l'esibizione della compagnia si è svolta tra l'indifferenza e gli insulti del pubblico, Gennaro vuole riscattarsi dalla brutta figura e impone una prova del nuovo dramma che sarà messo in scena, la Malanova (cattiva notizia) di Libero Bovio. Nonostante si tratti di una tragedia, l'incompetenza degli attori lo trasforma presto in una farsa, a cui assistono divertiti gli ospiti dell'albergo.
Le disavventure della compagnia sono interrotte dal ritorno di Salvatore. A causa dell'equivoco di poco prima, tra lui, Alberto e Gennaro scoppia una rissa, durante la quale il capocomico si rovescia l'acqua bollente sui piedi, ustionandoseli.

### Atto II
Tenuta dei Tolentano
Il conte Tolentano, un ricco medico, sentendo le urla di Gennaro si è impietosito e lo ha portato a casa sua per curarlo gratuitamente. In realtà l'uomo è il marito di Bice, e Alberto, venuto a sapere l'indirizzo di quest'ultima, si è recato alla tenuta per chiedere la sua mano: vistosi però scoperto dal legittimo marito, si finge pazzo per ingannarlo.
L'arrivo di Gennaro, tuttavia, non fa che ingarbugliare ancora di più la situazione: il conte è costretto a chiamare il delegato di polizia Lampetti perché porti Alberto in manicomio. Involontariamente è lo stesso Gennaro, cui Alberto aveva chiesto complicità, a farlo dichiarare pazzo perché venga portato via.

### Atto III
Commissariato di polizia
Il delegato è alle prese con la faccenda, incerto se liberare Alberto perché sano di mente o tenerlo in carcere perché pazzo. Lo stesso Tolentano, nel frattempo, si reca al commissariato e chiede di parlare con l'amante di sua moglie. Indovinata la sua finta pazzia lo mette alle strette: o si farà ricoverare in manicomio come pazzo, salvando così la sua famiglia dallo scandalo, oppure lo stesso conte gli sparerà per lavare l'onta.
Al commissariato giunge poi Bice, che porta le prove del tradimento di suo marito con una donna sposata: lei lo avrebbe tradito a sua volta per ripicca, e questo scagionerebbe Alberto. Intanto arrivano i padroni dell'albergo, che pretendono il pagamento del soggiorno da parte degli attori dell'Eclettica, lasciato in sospeso a causa dell'accaduto: il delegato non sa più come giostrarsi in tutta quella confusione.
Rientra intanto il conte Tolentano: di fronte alle prove del suo adulterio, non può far altro che fingersi pazzo. Alberto viene così scagionato e liberato: è Gennaro, infine, a fingersi pazzo per evitare di pagare gli albergatori.

## Analisi
La commedia offre allo spettatore una serie di episodi irresistibilmente comici. Uno in particolare, quello della prova della compagnia, potrebbe di per sé costituire l'oggetto di una farsa. La prova si svolge nell'atrio dell'albergo ed inizia con Gennaro che emette un lamentoso e terribile gnaulio accompagnato da una smorfia che gli stravolge il viso e dal movimento di un braccio che si agita nell'aria. Gli attori si precipitano a soccorrerlo, convinti che sia stato colpito da un malore, ma scoprono che invece, da vero artista, Gennaro stava imitando l'apertura della porta cigolante del "basso" in cui si svolge il dramma.
Sempre durante la prova della scena madre del drammone, che Eduardo ha allungato nel corso degli anni, aggiungendovi numerosi nuovi spunti, scena provata in quasi mezz'ora reale per meno di cinque minuti di recita, ricorrono numerosi litigi tra capocomico e suggeritore, tra cui la ripetizione della battuta iniziale "Nzerra chella porta" ("chiudi quella porta").
Un'altra scena indimenticabile è quella dell'ustionato Gennaro in casa Tolentano che assistito dai presenti si accascia su una sedia da cui però dovrà alzarsi per andare nel laboratorio del dottore che lo medicherà. Il problema è che Gennaro ha salvato dall'acqua bollente solo la punta di un piede e il tallone dell'altro: quindi per alzarsi e camminare dovrà ben calcolare come muoversi: e così fa... ma non appena alzato emette un urlo di dolore sovrumano poiché ha sbagliato ad appoggiare in terra la punta e il tallone.
Ma sopra tutte, a testimoniare la loquacità spesso interessata di Gennaro, c'è il suo modo di raccontare le cose prendendole alla lunga e iniziando a raccontare del suo mestiere sempre dalla stessa frase iniziale "Io tengo 'na buatta" ("ho una scatola di latta").